# Hôtel Carlton Lille

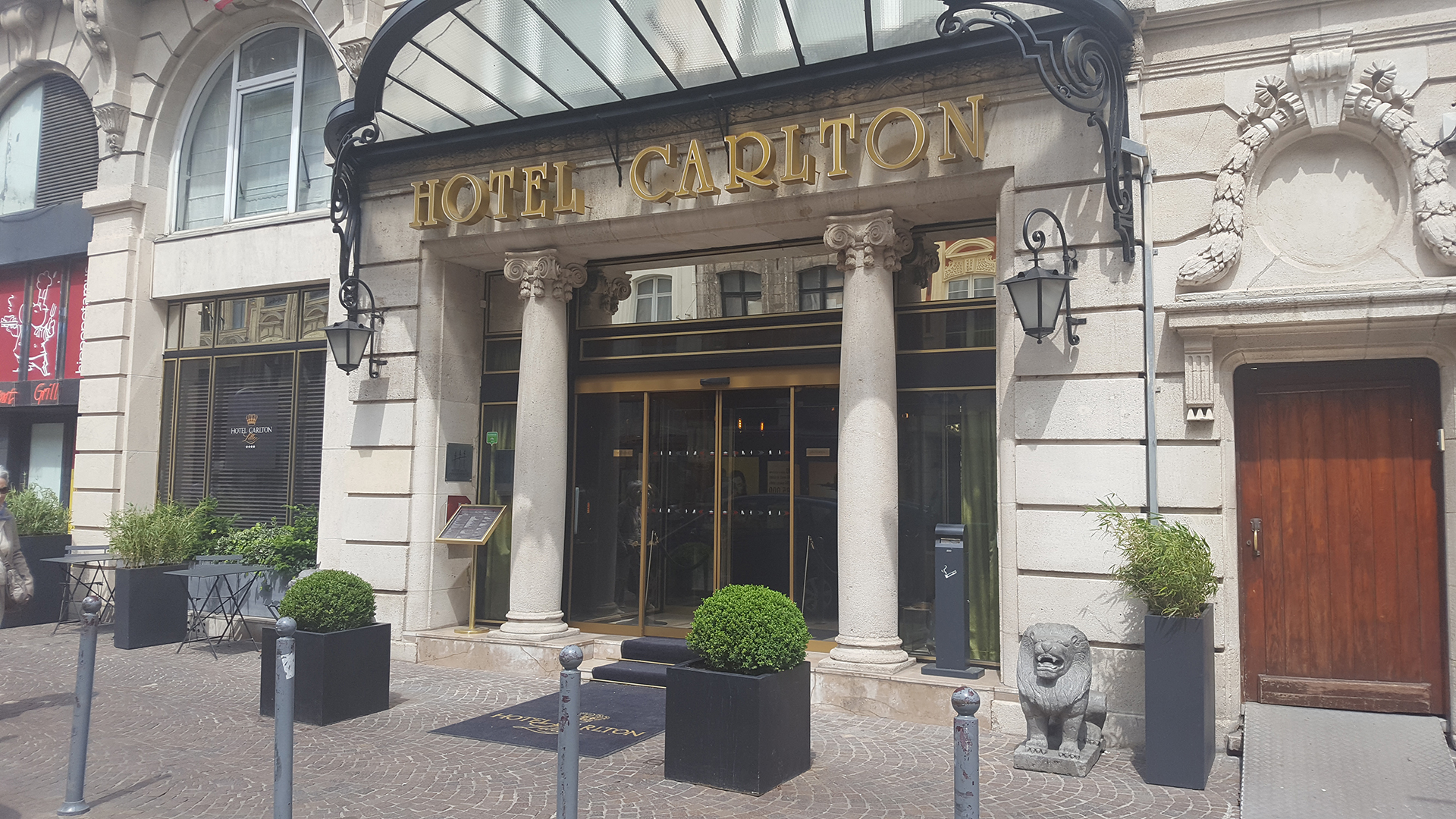
L'entrée du Carlton.

Pour les articles homonymes, voir Carlton.
 (juin 2010).
Si vous disposez d'ouvrages ou d'articles de référence ou si vous connaissez des sites web de qualité traitant du thème abordé ici, merci de compléter l'article en donnant les références utiles à sa vérifiabilité et en les liant à la section « Notes et références ».
L'hôtel Carlton de Lille est un hôtel quatre étoiles situé sur la place de l'Opéra, à proximité de la Grand'Place, au cœur de la ville de Lille dans le département du Nord (59).

## Histoire
En 1901, dans l’un des meilleurs emplacements du centre ville lillois, sur la place de l’Opéra, à l’angle de la rue Faidherbe et de la rue de Paris, s’érige le « Café Jean ».
Le 11 novembre 1918, la Première Guerre mondiale vient de s’achever, laissant derrière elle le « Café Jean » en ruine. Il faudra alors reconstruire cet établissement afin de concrétiser ce projet toujours rêvé : exploiter un hôtel restaurant.
C’est donc en 1920 que la reine d’Angleterre profite de cette occasion pour envoyer une de ses sociétés hôtelières : la société « Carlton » pour s’investir dans ce fonds de commerce, qui à l’époque représente une certaine forme de richesse de par son architecture. L'une des plus belles chambres de cet hôtel, la suite Coupole, située juste sous le dôme de cuivre du bâtiment rappelle la Couronne (Commonwealth). 
Une partie de l'hôtel sera à nouveau détruite lors de la Seconde Guerre mondiale. Le Café Jean sera désormais détaché de l'hôtel Carlton.
S'ensuit une période de restructuration menée par monsieur Grosse, propriétaire du Café Jean avec l'aide de monsieur Franchois.
Des travaux de rénovations seront entrepris par la suite par le nouveau propriétaire, monsieur Carnaille, qui juge l'hôtel trop vieillissant et veut lui donner une apparence plus moderne sans perdre son charme.
L’année suivante, la mauvaise conjoncture que traverse l’hôtellerie lilloise entraîne monsieur Carnaille dans un gouffre financier. Celui-ci se verra contraint de transmettre son hôtel le 1er mai 1992 aux mains de monsieur Franchois.
À la suite de ses récentes rénovations, l’hôtel Carlton pourra ainsi s’affilier au groupe Concorde grâce à son classement quatre étoiles.
Débutera alors une longue période de travaux entre le bistrot « Clos Opéra » (restaurant de l’hôtel) et la « Brasserie Jean » afin de mettre leur étage en communication.
Mais en 1997, le chef très reconnu Guy Dion voit alors le Bistrot  « Clos Opéra » ainsi que la « Brasserie Jean » fermer leurs portes  notamment à cause de la conjoncture économique ainsi que d’une trop grande habitude des clients qui finissent par se lasser.
En 2007, l'affiliation au groupe Hôtels et Préférence permet au Carlton de Lille de confirmer son engagement dans la qualité de ses services pour satisfaire sa clientèle.
En 2011, une affaire de proxénétisme impliquant Dominique Strauss-Kahn y est dévoilée. René Kojfer, chargé des relations publiques de l'hôtel, est mis en examen pour proxénétisme.
En mai 2016, le Carlton est racheté à Monsieur Franchois par un nouveau propriétaire, Miguel Toulemonde. Issu du milieu hôtelier, ce dernier prévoit une importante campagne de travaux destinée à moderniser l'hôtel. L'intégralité de la réception, des salons, de la salle petit-déjeuner et une vaste majorité des chambres seront ainsi entièrement rénovés et reconfigurés.

## Situation géographique
Le Carlton est situé à l'angle de la rue Faidherbe et de la rue Pierre-Mauroy, deux axes principaux du centre-ville lillois, à deux pas des gares de Lille-Flandres et Lille-Europe.
L'hôtel est précisément situé à l'emplacement du beffroi de la halle échevinale détruit en 1601. 
La proximité avec la place du Général-de-Gaulle, la place Rihour, l'Opéra de Lille et le Vieux-Lille en font un des emplacements les plus prisés de la ville.

## Films tournés au Carlton
- 2010 : Pour solde de tout compte de Pierre Lacan avec Jean-Paul Rouve

## Caractéristiques
- L'hôtel est classé 4 étoiles.
- Son directeur actuel est Joaquin Lopez.
- Affiliation : Hôtels et Préférence.
- 35 salariés à l'année.
- deux bars, 59 chambres et suites dont la suite Coupole de 80 m2 et 3 salons de réunion.